# Bunga (Atjeh)
Bunga is een bestuurslaag in het regentschap Simeulue van de provincie Atjeh, Indonesië. Bunga telt 558 inwoners (volkstelling 2010).